# Jean Gerson

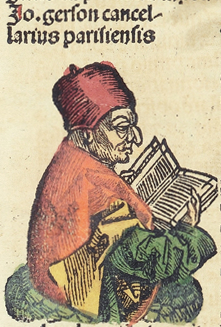
Jean Gerson (Norimberská kronika, 1493)

Jean Charlier de Gerson [žán šarlié d'žerson] (14. prosince 1363, Gerson – 12. července 1429, Lyon) byl francouzský středověký filosof, teolog a církevní politik, nazývaný doctor christianissimus.

## Život a působení
Pocházel z početné vesnické rodiny, studoval filosofii a teologii v Paříži a roku 1392 získal doktorát teologie. Byl zároveň horlivým kazatelem a věnoval se pastorační práci. Jeho učitelem byl i Petr z Ailly, kancléř univerzity a jeden z nejvýznamnějších filosofů a teologů své doby. Spolu s Aillym byl Gerson pověřen jednat s papežem v Avignonu o univerzitní svobodě a společně také usilovali o reformu církve a ukončení papežského schismatu. Roku 1395 nastoupil po Aillym jako kancléř Sorbonny a účastnil se několika koncilů. Po vraždě vévody z Orléans roku 1407 ostře vystoupil proti vévodovi Burgundskému, který za vraždou stál.
21. ledna 1415 dorazil na Kostnický koncil, kam přinesl vlastní soupis 20 Husových bludných článků, které Jan Hus odmítl. Gerson byl odpůrcem racionální teologické spekulace, zejména Dunse Scota, byl silně ovlivněn teologií sv. Augustina, novoplatonismem Dionysia Areopagity a podobně jako John Wyklif filosofií a teologií sv. Bonaventury a nominalismem Williama Ockhama. Jako jeden z hlavních zastánců konciliarismu, teze o nadřazenosti koncilu nad papežem, zásadně ovlivnil průběh a výsledek Kostnického koncilu a významně se podílel na odstranění schismatu.
Po koncilu se však musel skrývat před pomstou burgundského vévody. Nevrátil se do Paříže, ale žil v neoficiálním vyhnanství v Kostnici a poté v tyrolském Rattenbergu, kde napsal svou slavnou knihu De consolatione Theologiae ("O útěše z teologie"). Po návratu do Francie roku 1420 se vzdal všech funkcí, odešel do kláštera v Lyonu, kde se věnoval vyučování dětí. Psal také francouzsky pro lid, nejznámější je jeho La montagne de la contemplation ("Hora rozjímání").